# Wycierka
Wycierka – produkt uboczny powstający przy przerobie ziemniaków na krochmal. Zwana inaczej pulpą.
Proces ten przeprowadza się w krochmalni. Wycierka powstaje wyniku wymycia prawie całej skrobi (krochmalu) i soku ziemniaczanego z miazgi ziemniaczanej .
W zależności od procentowej zawartości wody w wycierce wyróżniamy: świeżą (około 95% wody) i prasowaną (75-85% wody).
Wycierka wykorzystywana jest jako, uboga w składniki odżywcze, pasza dla bydła.